# Garrett Eckbo
Garrett Eckbo (* 28. November 1910 in Cooperstown, New York; † 14. Mai 2000) war ein US-amerikanischer Landschaftsarchitekt norwegischer Abstammung. Zusammen mit Dan Kiley und Thomas Church gehört er zu den Auslösern der „Harvard Revolution“, die den Stil der klassischen Moderne von Walter Gropius und Mies van der Rohe in die amerikanische Gartengestaltung einführte. Er ist vor allem für seine asymmetrischen Entwürfe bekannt, die durch Diagonalen dominiert waren. 1994 wurde Garrett Eckbo zum Mitglied (NA) der National Academy of Design gewählt.
„Eckbo has determined the direction of modern landscape architecture practice.“
Eckbo studierte Design an der Harvard University und besuchte die Seminare von Walter Gropius, Professor an der Graduate School of Design. Dies prägte ihn entscheidend.

## Werke
- Landscape for Living (1950)
- Art of Home Landscaping (1956)
- Urban Landscape Design (1964)
- The Landscape we see (1969)